# Дарвазский хребет
Дарва́зский хребе́т (тадж. Қаторкӯҳи Дарвоз) — горный хребет в Западном Памире, расположенный между реками Обихингоу, Пяндж и Ванч. Территориально принадлежит Горно-Бадахшанской автономной области Таджикистана.

## Название
Русское название хребта было предложено в 1878 году русским исследователем Средней Азии Василием Ошаниным. Оно происходит от наименования исторической-географической области Дарваз. В основе этого топонима лежит персидское дарваза — «горный проход».

## Характеристика
Дарвазский хребет протянулся на 200 км с северо-востока, от пика Гармо, в юго-западном направлении сначала вдоль реки Ванч, затем вдоль Пянджа, следуя их изгибам. Участок, примыкающий к хребту Академии Наук, имеет среднюю высоту 5480 м, остальная часть — 4950 м. Высшая точка хребта — гора Арнавад высотой 6083 м.
Северный склон хребта сильно расчленён левыми притоками Обихингоу, южный — крутой, с короткими массивными отрогами. На склонах преобладает степная и древесно-кустарниковая растительность (на северных склонах растут клён и грецкий орех, на южных — арча и миндаль). Выше находятся субальпийские и альпийские луга, начиная с высоты 4200—4500 м — снега и ледники. Всего на Дарвазском хребте находится около 550 ледников общей площадью около 520 км². Крупнейший из них — дендритовый ледник Географического общества, находится на стыке хребтов Академии Наук и Дарвазского, в верховьях реки Ванч.
Хребет сложен преимущественно гранитами и метаморфическими сланцами.